# Citadelcross 2021
De 13e editie van de Citadelcross in Namen werd gehouden op 19 december 2021. De wedstrijd maakte deel uit van de wereldbeker veldrijden 2021-2022. De Nederlandse titelverdedigster Lucinda Brand prolongeerde haar titel en verstevigde daarmee haar record tot vier overwinningen op rij; bij de mannen werd Mathieu van der Poel opgevolgd door de Belg Michael Vanthourenhout. De Britse Zoe Bäckstedt won bij de vrouwen junioren en bij de mannen wonnen de Nederlanders David Haverdings (junioren) en Pim Ronhaar (beloften).

## Mannen elite

### Uitslag
| Plaats | Naam                   | Ploeg                  | Tijd    |
| ------ | ---------------------- | ---------------------- | ------- |
| 1      | Michael Vanthourenhout | Pauwels Sauzen-Bingoal | 59'28"  |
| 2      | Tom Pidcock            | INEOS Grenadiers       | + 36"   |
| 3      | Toon Aerts             | Telenet-Baloise Lions  | + 51"   |
| 4      | Quinten Hermans        |                        | + 1'38" |
| 5      | Eli Iserbyt            |                        | + 2'01" |
| 6      | Daan Soete             |                        | + 2'06" |
| 7      | Laurens Sweeck         |                        | + 2'15" |
| 8      | Corné van Kessel       |                        | + 2'40" |
| 9      | Joshua Dubau           |                        | + 2'44" |
| 10     | Timon Rüegg            |                        | + 2'46" |

## Vrouwen elite

### Uitslag
| Plaats | Naam                       | Ploeg                   | Tijd    |
| ------ | -------------------------- | ----------------------- | ------- |
| 1      | Lucinda Brand              | Telenet-Baloise Lions   | 53'07"  |
| 2      | Denise Betsema             | Pauwels Sauzen-Bingoal  | + 20"   |
| 3      | Puck Pieterse              | Alpecin-Fenix           | + 1'16" |
| 4      | Fem van Empel              | Pauwels Sauzen-Bingoal  | + 1'31" |
| 5      | Ceylin del Carmen Alvarado | Alpecin-Fenix           | + 1'34" |
| 6      | Hélène Clauzel             |                         | + 1'41" |
| 7      | Inge van der Heijden       | 777                     | + 1'49" |
| 8      | Shirin van Anrooij         | Telenet-Baloise Lions   | + 1'53" |
| 9      | Silvia Persico             | Valcar-Travel & Service | + 1'54" |
| 10     | Maghalie Rochette          |                         | + 1'56" |

2009 · 2010 · 2011 · 2012 · 2013 · 2014 · 2015 · 2016 · 2017 · 2018 · 2019 · 2020 · 2021 · 2022 (EK) · 2023 · 2024
 Wereldbeker Waterloo · 
 Wereldbeker Fayetteville · 
 Wereldbeker Iowa City · 
 Cyclocross Zonhoven · 
 Druivencross · 
 Cyclocross Tábor · 
 Duinencross · 
 Wereldbeker Besançon · 
 Scheldecross · 
 Wereldbeker Val di Sole · 
 Cyclocross Rucphen · 
 Citadelcross · 
 Ambiancecross · 
 Vestingcross · 
 Wereldbeker Flamanville · 
 GP Adrie van der Poel